# Ленцве-ле-Тау
Ленцве-ле-Тау (англ. Lentsweletau) — населённый пункт сельского типа на юго-востоке Ботсваны, на территории округа Квененг.

## Общая информация
Деревня расположена в восточной части округа, примерно в 60 км к северу от столицы страны, города Габороне, на высоте 1144 м над уровнем моря. Большая часть населения Ленцве-ле-Тау представлено племенем баквена. Название деревни можно перевести как «камень и лев» (ленцве — «камень»; ле — «и»; тау — «лев»).

## Население
По данным на 2013 год население деревни составляет 7830 человек.
Динамика численности населения деревни по годам:
| 1991 | 2001 | 2013 |
| ---- | ---- | ---- |
| 2245 | 4025 | 7830 |